# Israelite House of David
House of David ist eine christliche Sekte und Kommune in Benton Harbor (Michigan), die von dem Wanderprediger Benjamin Franklin Purnell (* 1861, † 16. Dezember 1927) und seiner Frau Mary Stollard (* 13. November 1862, † 19. August 1953) 1902 in Fostoria (Ohio) gegründet und 1903 in Benton Harbor errichtet wurde. Die Gemeinschaft betrachtet sich als Abkömmlinge der verlorenen zehn Stämme Israels.

## Ursprung
Gemäß der Lehre der 1822 von John Wroe (1782–1863) gegründeten und auf Jane Leade (1624–1704), Joanna Southcott (1750–1814) und James Rowland White (James Jezreel, 1851–1885) zurückzuführenden Christian Israelite Church sahen sich die Purnells als der siebte Botschafter Gottes an, als den sie den siebten Engel aus Offenbarung Kapitel 10 Vers 7 auslegten. Für sich und ihre Anhänger, die sie als die 144.000 Auserwählten (Offenbarung 7:4) betrachteten, wollten sie ein Paradies auf Erden schaffen und sich auf die zweite Wiederkunft Christi vorbereiten.

## Gründung
Mit der Unterstützung von dem Ehepaar Silas und Cora Mooney sowie den beiden Brüdern Albert und Louis Baushke von den Baushke Carriage Works erwarben sie ein großes Stück Land an der Britain Avenue in Benton Harbor, auf dem sie eine sich selbstversorgende Kommune errichteten. Der vollständige Name der Gemeinschaft lautete „The Seventh Church at the Latter-Day, the Israel House of David, Church of the New Eve, Body of Christ“. Das Hauptgebäude trug den Namen Shiloh Mansion, während die Purnells in der Diamond House Mansion lebten. Die Anhänger der Gemeinschaft verpflichteten sich u. a. des Zölibats, des Pazifismus, lebten vegetarisch, lehnten Alkohol und Tabak ab und traten für die Gleichberechtigung der Frauen ein. Das private Vermögen sowie die Arbeitskraft der Mitglieder wurde für die Gemeinschaft gespendet und mit Verweis auf das 4. Buch Mose Kapitel 6 zusammengelegt. Um den Eindruck eines Paradieses zu verstärken, war den Männern das Schneiden der Haare und des Barts verboten.
Zur Werbung weiterer Mitglieder sandte Benjamin Purnell sogenannte House-of-David-Botschafter aus, die seine Lehre verbreiteten. Zudem wurde eine Druckerei eingerichtet und ab 1903 die monatlich erscheinende Zeitung Shiloh’s Messenger of Wisdom herausgebracht.
Im März 1905 trafen 85 neue Anhänger der Purnells aus Australien ein, darunter viele begabte Musiker. 1916 zählte die Gemeinschaft bereits 1.000 Mitglieder.
Zu dem Besitz der House-of-David-Kommune gehörte ab 1908 auch ein eigener Vergnügungspark, der Eden Springs Park; ehemals Eastman Springs. Der ca. 500 Acres große, mit einer eigenen kleinen Eisenbahn und einem Zoo ausgestattete Park trug erheblich zur Bekanntheit der religiösen Gemeinschaft bei, da er auch für die Öffentlichkeit zugänglich war und insbesondere von der gehobenen Gesellschaft Chicagos aufgesucht wurde. Er wurde die größte Touristen-Attraktion und zog in den 1930er Jahren jährlich bis zu 200.000 Besucher an.

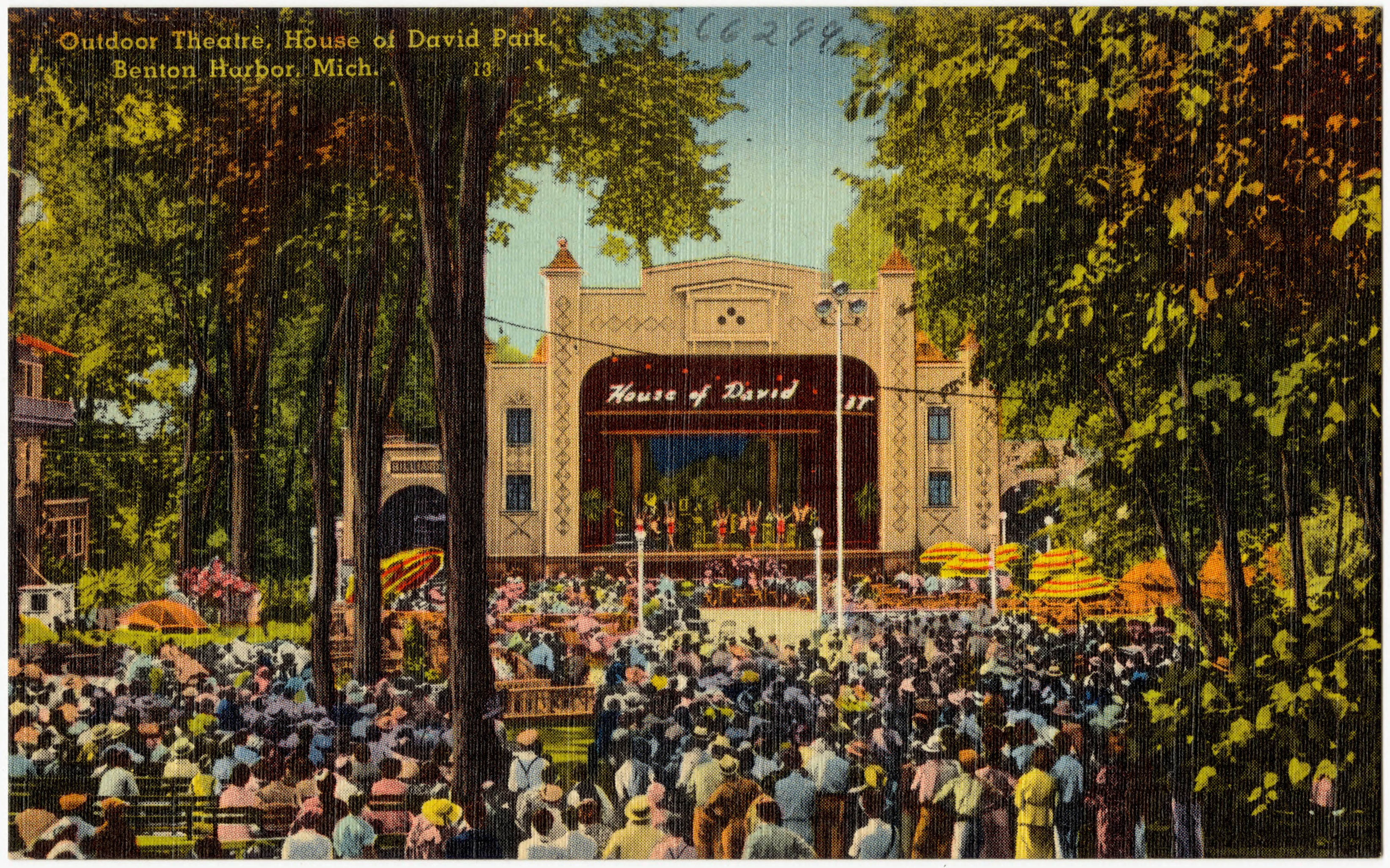
Theateraufführung im House-of-David Park

Die Kommune wurde weithin berühmt für ihren gelebten Wohlstand und dargebotenen Vergnügungen. Es gab eigene Restaurants, Billardsäle, ein Baseball-Team (ab 1913) und das House-of-David-Jazz-Orchester Syncopep Serenaders.
Von überall auf der Welt zog die House-of-David-Kommune Menschen an, die dort nach der Lehre der Purnells leben wollten. In den Zeitungen wurde der zum Millionär aufgestiegene Benjamin Purnell als „King Ben“ bezeichnet.

Delegation der House-of-David Gemeinschaft in Washington D.C. 1920

1923 wurde die Kommune und Benjamin Purnell angeklagt. Man bezichtigte ihn der Förderung von Zwangsarbeit, des religiösen Betrugs und der Vergewaltigung minderjähriger Mädchen. Der Staat Michigan eröffnete 1924 ein Gerichtsverfahren (People vs. Purnell), doch wurde die Anklage fallen gelassen.

## Spaltung
Nach dem Tod Benjamin Purnells spaltete sich die Gemeinschaft des House of David im Februar 1930 in zwei Fraktionen. Die Anhänger von Mary Purnell glaubten, dass diese gemeinsam mit ihrem Ehemann der siebte Botschafter der Offenbarung seien, während die Anhängerschaft des ehemaligen Richters Harry T. Dewhirst lediglich Benjamin Purnell als diesen ansah. Mary Purnell gründete am 1. April 1930 mit 217 Anhängern das nahegelegene Israelite House of David, das später auch als Mary’s City of David bekannt wurde.
Während der Weltausstellung in Chicago 1933 zog es viele Touristen nach Eden Springs, die mit Dampfschiffen von Chicago über den Michigansee nach Benton Harbor gebracht wurden.